# 會曬機場
會曬機場是位於老撾博膠省省會會曬的機場。

## 航空公司及目的地
| 航空公司 | 目的地 |
| -------- | ------ |
| 老撾航空 | 永珍   |

## 意外及事故
- 1971年6月30日，老撾航空一架道格拉斯C-47型飛機（機身編號：XW-TDI）是在這機場中的一次事故中報廢。[2][3]

## 外部連結
- 在大圆制图人（Great Circle Mapper）上的HOE机场信息
- 在大圆制图人（Great Circle Mapper）上的VLHS / OUI机场信息